# Els jocs de la fam: L'ocell de la revolta - Part 1
Els jocs de la fam: L'ocell de la revolta - Part 1 (títol original en anglès, The Hunger Games: Mockingjay – Part 1) és una pel·lícula estatunidenca de ciència-ficció distòpica dirigida per Francis Lawrence. És la primera de les dues pel·lícules basades en la novel·la L'ocell de la revolta de Suzanne Collins, l'últim llibre de la trilogia d'Els jocs de la fam. És el tercer film de la saga, estrenat el 21 de novembre del 2014 als Estats Units.
Mockingjay – Part 1 va ser un èxit de taquilla, amb una recaptació de 55 milions de dòlars el dia de l'estrena. Va ser la millor estrena del 2014 el primer cap de setmana, amb uns ingressos mundials de 273,8 milions de dòlars. La recaptació final va superar els 755 milions, cosa que la va convertir en la cinquena pel·lícula més taquillera del 2014, i en la segona de la sèrie d'Els jocs de la fam. En general va rebre crítiques positives pel que fa a la interpretació, la banda sonora i el subtext polític, però no es va valorar tan bé la manca d'acció i la decisió de partir la novel·la en dos films. Fou nominada a la millor pel·lícula de ciència-ficció als 41ens Premis Saturn i Jennifer Lawrence fou nominada a la millor actriu en una pel·lícula d'acció als 20ens Premis de la Crítica Cinematogràfica i també als Premis Saturn.

## Argument
Després que els salvin de l'arena destruïda dels 75ens Jocs de la fam, els tributs Katniss Everdeen, Beetee i Finnick Odair són conduïts fins al Districte 13, que és subterrani i aïllat de Panem, i que prepara una rebel·lió. Sota el lideratge de la presidenta Coin, la Katniss es converteix en el símbol de la rebel·lió contra el Capitoli i lluita per salvar en Peeta, segrestat pel president Snow.

## Repartiment
- Jennifer Lawrence com a Katniss Everdeen
- Josh Hutcherson com a Peeta Mellark
- Liam Hemsworth com a Gale Hawthorne
- Woody Harrelson com a Haymitch Abernathy
- Elizabeth Banks com a Effie Trinket
- Julianne Moore com a Presidenta Alma Coin
- Philip Seymour Hoffman com a Plutarch Heavensbee
- Jeffrey Wright com a Beetee
- Stanley Tucci com a Caesar Flickerman
- Donald Sutherland com a President Snow
- Willow Shields com a Primrose Everdeen
- Sam Claflin com a Finnick Odair
- Jena Malone com a Johanna Mason
- Stef Dawson com a Annie Cresta
- Mahershala Ali com a Boggs
- Natalie Dormer com a Cressida
- Wes Chatham com a Castor
- Elden Henson com a Pollux
- Patina Miller com a Commander Paylor
- Evan Ross com a Messalla
- Robert Knepper com a Antonius
- Sarita Choudhury com a Eggeria